# Балабина, Варвара Осиповна
Варвара Осиповна Балабина (урождённая Паулина Пари(с); 1789 — 1845) —  художница бельгийского происхождения, жена генерал-лейтенанта П. И. Балабина и мать католического священника Евгения Балабина.

## Биография
Родилась в Петербурге, по вероисповеданию лютеранка. Дочь уроженца Песля, доктора медицины Венского университета (1781) Адама Иосифа Париса (или Паризиуса) и его жены Терезы. В 1782 году Парис получил право медицинской практики в России. Служил врачом в доме княгини Варавары Шаховской, где его сестра Анны Брейткопф была гувернанткой.
В своих записках граф Комаровский писал: «Я все лето (1796 года) провел на даче, по Петергофской дороге, княгини Шаховской. Нас жило у княгини очень много: в большом доме жила она с M-me Paris, с дочерью её, теперешней Балабиной». В доме княгини Шаховской Варвара Осиповна получила прекрасное образование. Хорошо знала русский язык и была талантливой рисовальщицей. Писала портреты, среди которых были, в частности, портрет секретаря саксонского посольства К. Ф. фон Розенцвейга; гравированные по рисунку Реймера с её работы Н. И. Уткиным в 1855 году.
31 января 1808 года вышла замуж за полковника Петра Ивановича Балабина (1776—1856). Венчание было в Санкт-Петербурге в Соборе Святого Исаакия Далматского. По отзыву княжны В. Н. Репниной, г-жа Балабина была «милая, умная, добрая, смеренная женщина». Многие видные писатели столицы посещали её домашний литературный кружок. П. А. Плетнев, который был очень близок со всей семьей, находил её «умной и интересной особой». «Балабина бесценное созданием, — писал он Жуковскому, — религиозная, интеллектуальная и эстетическая жизнь ни одной женщины так не развиты гармонично, как у неё». По мнению Я. К. Грота, она была «женщина чрезвычайно образованная, начитанная, с тонким вкусом в оценки произведения литературы и искусства». Балабину очень любил и уважал Н. В. Гоголь, он вел с ней оживленную переписку и  иногда читал ей свои произведения.

## Дети
- Иван (26.01.1809—после 1870), крестник Ф. П. Уварова и княгини В. А. Шаховской[11], выпускник школы гвардейских подпрапорщиков, корнет Конногвардейского полка, чиновник особых поручений при министерстве народного просвещения. Первым браком был женат на дочери министра С. С. Уварова. Овдовев, женился на княжне Александре Дмитриевне Гагариной (1834— ?), сестре П. Д. Гагарина. Их сын Александр (21.08.1870, Париж—01.01.1934, Югославия), правовед, статс-секретарь гос. совета.
- Елизавета (24.01.1811[12]—1883), крещена 29 января в Исаакиевском соборе, крестница княгини В. А. Шаховской; фрейлина двора (с 01.01.1830), замужем за князем Василием Николаевичем Репниным-Волконским (1806—1880). Страдала умопомешательством и манией преследования.
- Виктор (24.07.1812[13]—24.11.1864), крещен 1 августа в Исаакиевском соборе, крестник княгини В. А. Шаховской; дипломат, состоял секретарем русского посольства в Париже, старшим советником в Константинополе и посланником в Вене, камергер (1856) и тайный советник, автор дневника[14]. Умер «от нервного удара» в Дрездене и похоронен в Троице-Сергиевской лавре.
- Евгений (1815—1895), католический священник, член ордена иезуитов.
- Мария (11.02.1820[15]—1901), крещена 18 февраля в Исаакиевском соборе, крестница княгини В. А. Шаховской. Любимая ученица Гоголя, «очень красива и даровитая»[9], замужем (с 21.07.1844, Штутгарт) за доктором медицины коллежским советником Александром Львовичем Вагнером (1803—1878). В своих письмах к Гоголю она рассказала ему историю своего знакомства с будущем мужем и его сватовства[16]. Умерла в Риме.